# Jurij Titov
Jurij Jevlampijevič Titov (rusky Юрий Евлампиевич Титов; * 27. listopadu 1935 Omsk) je bývalý sovětský sportovní gymnasta ruské národnosti. Od roku 1944 žil v Kyjevě a ve čtrnácti letech se stal členem klubu Burevěstnik.
Startoval na třech olympijských hrách (1956, 1960, 1964). V roce 1956 byl členem vítězného družstva, obsadil druhé místo na hrazdě a třetí ve víceboji a přeskoku. Na LOH 1960 získal stříbrné medaile v soutěži družstev a v prostných a bronz ve víceboji, na LOH 1964 byl druhý v týmové soutěži a na hrazdě. Na mistrovství světa ve sportovní gymnastice zvítězil v roce 1958 ve víceboji družstev a v přeskoku a v roce 1962 ve víceboji jednotlivců a na kruzích. Osmkrát se stal mistrem Evropy: v roce 1957 v přeskoku, v roce 1959 ve víceboji, koni našíř, na kruzích, hrazdě a bradlech a v roce 1961 na hrazdě a na kruzích. V letech 1958 a 1961 se stal mistrem SSSR ve víceboji, na Univerziádě v roce 1961 skončil na druhém místě.
Závodní kariéru ukončil v roce 1966, vystudoval stranickou školu a stal se sportovním funkcionářem. Pracoval ve sportovním výboru Rady ministrů, v letech 1977 až 1996 byl předsedou Mezinárodní gymnastické federace, v letech 1995 až 1997 členem Mezinárodního olympijského výboru a v letech 2004 až 2006 předsedou Ruské federace sportovní gymnastiky. Napsal knihy Восхождение: гимнастика на Олимпиадах a Записки президента.
Sovětské úřady mu udělily řád Odznak cti a řád Rudého praporu práce. V roce 1991 obdržel stříbrný Olympijský řád a v roce 1999 byl přijat do Mezinárodní gymnastické síně slávy.
Jeho manželkou byla tenistka Valerija Titovová.